# Comisión Permanente de Educación, Deportes y Recreación en Chile
La Comisión de Educación de la Cámara de Diputados de Chile, corresponde a una de las comisiones permanentes de la Cámara de Diputados de Chile, en la cual, una serie de Diputados formulan proyectos de ley referentes al tema del cual trata la comisión, en este caso, todas aquellas mociones destinadas a legislación educacional, deportiva y recreativa, por esta comisión deben pasar los presupuestos destinados por el Ejecutivo a equipamiento deportivo, subvenciones educacionales y cualquier modificación al sistema educacional chileno debe ser revisado por esta comisión permanente de la Cámara de Diputados.

## Historia
Fue creada en 1840, bajo el nombre de Comisión Educación y Beneficencia, siendo presidida en primera instancia por el diputado conservador, José de la Barra López. En 1873 su nombre varió a Comisión de Justicia e Instrucción, la cual se separó en 1925, cuando Justicia se adhirió a la Comisión de Constitución y Legislación y los temas educacionales quedaron en manos de la Comisión de Educación Pública, nombre que mantuvo hasta la caída del régimen democrático (1973). Con el retorno a la democracia (1990), pasó a llamarse Comisión Permanente de Educación, Deportes y Recreación.
Actualmente la comisión funciona bajo el nombre de Comisión Permanente de Educación, separándose de la Comisión de Deportes y Recreación.
La convocatoria a sesión debe ser realizada por los respectivos presidentes de las Comisiones.
Todas las Comisiones Permanentes son grupos de trabajo integrados por 5 senadores o 13 diputados cuya función es permitir el estudio detallado de los proyectos de ley y demás materias sometidas a conocimiento de la Cámara correspondientes, usualmente se recibe la opinión de expertos en la materia de que se trate y se ofrecen audiencias a organizaciones de la sociedad civil interesadas en el tema.

## Composición Actual
En el LVI periodo legislativo del Congreso Nacional de Chile (2022-2026) la comisión está presidida por Juan Santana Castillo (PS) para el período 2022-2023 e integrada por otros 12 diputados:
- Mónica Arce Castro (Ind-PH)
- Héctor Barría Angulo (PDC)
- Fernando Bórquez Montecinos (UDI)
- Sara Concha Smith (Ind-RN)
- Eduardo Cornejo Lagos (UDI)
- Luis Malla Valenzuela (PL)
- Helia Molina Milman (PPD)
- Alejandra Placencia Cabello (PCCh)
- Hugo Rey Martínez (RN)
- Camila Rojas Valderrama (COM)
- Stephan Schubert Rubio (Ind-PRCh)
- Daniela Serrano Salazar (PCCh)